# Luca Gobbi
Luca Gobbi (ur. 12 czerwca 1971) – sanmaryński piłkarz występujący na pozycji obrońcy, reprezentant San Marino w latach 1990–2002.

## Kariera klubowa
Gobbi grał we włoskich klubach Calcio San Marino, AC Cattolica Calcio i CBR Pietracuta oraz w sanmaryńskich klubach SS Juvenes i SP Tre Penne.

## Kariera reprezentacyjna
14 listopada 1990 zadebiutował w reprezentacji San Marino w przegranym 0:4 meczu ze Szwajcarią w eliminacjach Mistrzostw Europy 1992. Był to pierwszy oficjalny mecz rozegrany przez reprezentację San Marino. Łącznie w latach 1990–2002 Luca Gobbi rozegrał w drużynie narodowej 41 oficjalnych spotkań, nie zdobył żadnej bramki.

## Sukcesy
SP Tre Penne
- Superpuchar San Marino: 2005